# Olios attractus
Olios attractus là một loài nhện trong họ Sparassidae.
Loài này thuộc chi Olios. Olios attractus được Alexander Petrunkevitch miêu tả năm 1911.